# Chiềng Cang
Chiềng Cang là một xã thuộc huyện Sông Mã, tỉnh Sơn La, Việt Nam.
Xã Chiềng Cang có diện tích 131,42 km², dân số năm 2016 là 12.290 người, mật độ dân số đạt 94 người/km².

### Xã Chiềng Cang
(Xã thành lập năm 1953)
1- Vị trí địa lý, địa hình.
Xã Chiềng Cang nằm ở phía Đông Nam của huyện Sông Mã; độ cao trung bình so với mực nước biển là 590 m. Phía Đông giáp Chiềng Khương, Mường Sai; phía Tây giáp Chiềng Khoong; phía Nam giáp Sông Mã - Mường Hung; phía Bắc giáp Nà Ớt - Phiêng Cằm - Huyện Mai Sơn.
2- Diện tích;
Tổng diện tích tự nhiên 13.063 ha.
3. Dân số 2.344 hộ, 11.338 khẩu.         .
          4- Các đơn vị dân cư hiện nay(2016) thuộc xã:
| STT | Tên bản     | Số hộ | Số dân | Gồm các dân tộc | Cách trung tâm xã |
| 1   | Bản Nhạp    | 97    | 440    | Thái            | 7 km              |
| 2   | Trung Châu  | 90    | 438    | Kinh            | 6 km              |
| 3   | Huổi Cuống  | 70    | 368    | Xinh Mun        | 5 km              |
| 4   | Hát Sét     | 71    | 342    | Xinh Mun        | 5 km              |
| 5   | Trung Dũng  | 54    | 203    | Kinh            | 4 km              |
| 6   | Anh Dũng    | 64    | 248    | Kinh            | 3 km              |
| 7   | Kiến Lâm    | 33    | 136    | Kinh            | 2 km              |
| 8   | Bó Bon      | 100   | 438    | Thái            | Trung tâm xã      |
| 9   | Chiềng Cang | 64    | 308    | Thái            | Trung tâm xã      |
| 10  | Hin Phon    | 63    | 318    | Thái            | Trung tâm xã      |
| 11  | Bằng Lậc    | 64    | 281    | Thái            | 2 km              |
| 12  | Nà Hỳ       | 61    | 284    | Thái            | 3 km              |
| 13  | Nà Khún     | 50    | 230    | Thái            | 3 km              |
| 14  | Bó Lạ       | 69    | 315    | Thái            | 4 km              |
| 15  | Nà Củ       | 44    | 206    | Thái            | 5 km              |
| 16  | Nà Bon      | 57    | 266    | Thái            | 6 km              |
| 17  | Bản Tre     | 50    | 248    | Thái            | 7 km              |
| 18  | Bản Hán     | 52    | 204    | Thái            | 8 km              |
| 19  | Tin Tát     | 58    | 290    | Khơ Mú          | 9 km              |
| 20  | Hua Tát     | 87    | 398    | Thái            | 11 km             |
| 21  | Ít Lót      | 30    | 190    | Mông            | 13 km             |
| 22  | Pá Nó       | 76    | 434    | Mông            | 14 km             |
| 23  | Nhọt Có     | 38    | 215    | Mông            | 15 km             |
| 24  | Huổi Dấng   | 31    | 177    | Mông            | 14 km             |
| 25  | Co Tòng     | 48    | 192    | Mông            | 13 km             |
| 26  | Huổi Tao    | 48    | 316    | Mông            | 11 km             |
| 27  | Bản Thón    | 60    | 327    | Thái            | 10 km             |
| 28  | Bản Có      | 95    | 486    | Thái            | 9 km              |
| 29  | Bản Cang    | 90    | 418    | Thái            | 8 km              |
| 30  | Bản Củ      | 90    | 472    | Thái            | 7 km              |
| 31  | Bản Mỏ      | 50    | 279    | Thái            | 5 km              |
| 32  | Nà Tý       | 83    | 376    | Thái            | 5,5 km            |
| 33  | Ta Tạng     | 54    | 267    | Thái            | 4,5 km            |
| 34  | Tiên Cang   | 28    | 95     | Kinh            | 4 km              |
| 35  | Chiềng Xôm  | 63    | 348    | Thái            | 3 km              |
| 36  | Đấu Mường   | 55    | 250    | Thái            | 2,5 km            |
| 37  | Hong Ngay   | 63    | 305    | Thái            | 3,5 km            |
| 38  | Huổi So     | 62    | 230    | Thái            | 2 km              |